# Albertslund Ungecenter
Albertslund Ungecenter består af Albertslund Kommunes fritidsundervisning for de 14-18 årige, heltidsundervisningen og 10. klasserne. Albertslund Ungecenter hører under Ungdomsskolelovgivningen.